# Ned Goodman
Ned Goodman (1937 - 7 août 2022) était un homme d'affaires milliardaire, philanthrope et chancelier de l'Université Brock à St. Catharines, en Ontario, au Canada. Goodman était le fondateur de la Dundee Corporation . Il a obtenu son diplôme de l'Université McGill avec un baccalauréat ès sciences en 1960. Goodman a été nommé membre de l'Ordre du Canada avec le grade de membre, l'une des plus hautes distinctions civiles au Canada.
Goodman est né à Montréal en 1937. Il a obtenu un baccalauréat ès sciences en géologie de l'Université McGill en 1960  et une maîtrise en administration des affaires de l'Université de Toronto  en 1962.
Goodman a commencé sa carrière en travaillant pour Noranda, mais a été licencié en 1960. Après avoir obtenu son MBA en 1962, il s'est lancé dans les affaires. En 1967, il a obtenu la désignation de Chartered Financial Analyst. Il a ensuite co-fondé Beutel, Goodman & Company, offrant des conseils en investissement pour les fonds de pension et les clients privés. mais a été congédié en 1960. Après avoir obtenu son MBA en 1962, il se lance en affaires. En 1967, il a obtenu le titre d'analyste financier agréé. Il a ensuite cofondé Beutel, Goodman & Company, offrant des fonds de pension et des conseils en investissement aux clients privés.
La formation géologique et l'acuité commerciale de Goodman ont nourri et aidé à développer plusieurs sociétés minières vers le succès, notamment Kinross Gold et International Corona.
Goodman a été chancelier de l'Université Brock d'octobre 2007 à octobre 2015.
En 2016, Goodman a rejoint le conseil d'administration d'Asante Gold.

## Récompenses
Goodman a reçu le prix 2012 Lifetime Management Achievement Award lors de la 32e édition annuelle des Management Achievement Awards.
En 2012, Goodman a été intronisé au Temple de la renommée de l'industrie minière canadienne. Goodman a reçu le prix 2016 Mining Journal Lifetime Achievement Award .
En 2016, il a été nommé à l'Ordre du Canada, l'un des 113 Canadiens à être reconnus cette année-là avec les plus hauts honneurs civils du pays. Il avait reçu deux doctorats honorifiques et un diplôme honorifique en droit.

## Vie personnelle
Goodman était marié à Anita, et avait quatre fils : Jonathan.